# Standard Average European
Unter Standard Average European (zu Deutsch: Standard-Durchschnittseuropäisch, auch SAE-Sprachen genannt) versteht man einen europäischen Sprachbund, d. h. eine Gruppe von europäischen Sprachen, die einander in einer Reihe von Sprachstrukturmerkmalen gleichen, obwohl sie nicht unbedingt miteinander verwandt, also aus der gleichen Ursprache entstanden sind. Dies sind unter anderem:
- die Unterscheidung zwischen unbestimmtem und bestimmtem Artikel (z. B. dt. ein/eine: der/die/das) (Ausnahmen unter den europäischen Sprachen: nur bestimmte Artikel kennen das Isländische, Irische, Walisische, Bulgarische und Maltesische, gar keine Artikel kennen die slawischen Sprachen außer dem Bulgarischen, die baltischen Sprachen sowie finno-ugrische Sprachen außer dem Ungarischen)
- Markierung von Polaritätsfragen durch Änderung der Wortstellung (z. B. im Deutschen "Du gehst ins Kino" vs. "Gehst du ins Kino?") (häufig bei durch germanische Sprachen beeinflussten Sprachen[1])
- Komparitivkonstruktion durch eine Partikel (dein Haus ist kleiner als meines) (dies ist außerhalb Europas eine sehr seltene Strategie, in Europa fast die einzige[2])
- die Bildung von Relativsätzen, die nach dem betroffenen Substantiv stehen und mit einem veränderbaren Relativpronomen (z. B. deutsch der/die/das/welcher/welche/welches, englisch who, whose, whom) eingeleitet werden (bisweilen sind daneben auch Konstruktionen mit unveränderlichem Relativpronomen möglich) (Ausnahmen unter den europäischen Sprachen: die keltischen Sprachen, das Baskische und das Maltesische)
- eine Konstruktion mit haben oder sein als eine Möglichkeit der Vergangenheitsbildung (z. B. dt. ich habe gesagt, ich bin gegangen) (Ausnahmen unter den europäischen Sprachen: die keltischen Sprachen mit Ausnahme des Bretonischen, die ostslawischen Sprachen – falls man sie überhaupt zum SAE zählt, die baltischen Sprachen, das Ungarische und das Maltesische)
- eine Passivkonstruktion, bei der das Objekt der Handlung zum Subjekt des Satzes wird und das Partizip Perfekt mit einem Hilfsverb kombiniert wird (z. B. dt. der Wein wird getrunken) (Ausnahmen unter den europäischen Sprachen: das Walisische, das Finnische und das Estnische)

Die Entstehung dieser Gemeinsamkeiten wird mit der Völkerwanderung in Verbindung gebracht, die gleichsam am Beginn des europäischen Kulturkreises steht (vgl. dazu auch die Ausführungen unter Eurolinguistik). Man nennt die SAE-Sprachen daher auch Charlemagne-Sprachbund (Charlemagne = engl./frz. für Karl den Großen). Einige linguistische Innovationen lassen sich anhand von Schriftzeugnissen wenigstens grob datieren. So hatte klassisches Latein kein periphrastisches Perfekt, die aus dem Vulgärlatein hervor gegangenen romanischen Sprachen wie Französisch oder Spanisch haben jedoch eine derartige grammatische Konstruktion.
Obwohl die meisten europäischen Sprachen miteinander verwandt sind und, mit Ausnahme des Baskischen und der finno-ugrischen Sprachen, auf die proto-Indoeuropäische Sprache zurückgehen, sind sie sich – teilweise über Grenzen der Sprachfamilien hinweg – ähnlicher als außereuropäische Zweige (wie z. B. Indoiranisch) der indoeuropäischen Sprachen zu den in Europa gesprochenen Sprachen. Dies ist auf beständigen Sprachkontakt und verbreitete Mehrsprachigkeit mindestens seit der Römerzeit sowie die Verwendung von Verkehrssprachen zurückzuführen. Sprachliche Innovationen konnten so von einer Sprache zur anderen weitergegeben werden, wenn das die Kommunikation erleichterte. Am häufigsten einzelne Wörter (Lehnwort) oder Redewendungen, teilweise aber sogar grammatikalische Konzepte. Dies äußerte sich auch im Mittellatein, welches vielfältige Innovationen in Grammatik, Redewendungen und Wortschatz aus den Volkssprachen aufnahm und wiederum an die gebildeten Schichten des Abendlandes weiter verteilte. Ein ähnlicher Effekt ist heute auch bei "Brussels English" zu sehen, ein Soziolekt der Politiker und Verwaltungsebene der EU in Brüssel, welcher – da er fast ausschließlich von Menschen, deren Muttersprache nicht Englisch ist, gesprochen wird – stark von Wortschatz, Lautbestand und Grammatik der jeweiligen Muttersprachen sowie von bürokratischen und juristischen Fachbegriffen beeinflusst ist.